# 爱伦·凯马凯扎
爱伦·凯马凯扎（英語：Allan Kemakeza；1950年9月11日—），所罗门群岛政治人物，前任所罗门群岛总理。

## 政治生涯
1989年，爱伦·凯马凯扎首次当选国民议会议员。2001年12月，凯马凯扎在新一届大选后当选新一任总理。2006年4月，凯马凯扎在新一届议会产生后辞去总理职务。